# 大阪ヨーロッパ映画祭
大阪ヨーロッパ映画祭（おおさかヨーロッパえいがさい、英称 Osaka European Film Festival）は、大阪市で毎年11月に開催される映画祭。映像芸術を主な媒介に、日欧交流促進並びに地域文化振興への寄与をめざし、上映・展示・講演など各種イベントを企画・構成、のべ1ヶ月に渡る“日欧文化交流事業”として1994年より毎年開催。様々な人種・多様な価値観が混在するヨーロッパ各国の作品を幅広い国籍とテーマで紹介。

## 沿革
- 1994年（平成6年）：第1回目の大阪ヨーロッパ映画祭が開催される。
- 企画・制作：大阪ヨーロッパ映像文化振興会
- 主催：大阪ヨーロッパ映画祭実行委員会

## 年度別

### 1994年
- 名誉委員長：ルイ・マル
- 主な上映作品：『ありふれた事件』『イヴォンヌの香り』『ワイルド・ウエスト』

### 1995年
- 名誉委員長：カルロス・サウラ
- 特集：F・W・ムルナウ特集、ホセ・アントニオ・システィアガ特集
- 主な上映作品：『愛よりも非情』『42丁目のワーニャ』『メランコリー』

### 1996年
- 名誉委員長：ベルナルド・ベルトルッチ
- 主な上映作品：『そして僕は恋をする』『リディキュール』『8日目』

### 1997年
- 名誉委員長：ヴィム・ヴェンダース
- 特集：アンリ・アルカン特集
- 主な上映作品：『ぼくのバラ色の人生』『ニル・バイ・マウス』『エストレーリャ（星）のまわりで』『ミクロコスモス』『キャラクター/孤独な人の肖像』『エンド・オブ・バイオレンス』

### 1998年
- 名誉委員長：ナンニ・モレッティ
- 特集：ナンニ・モレッティ特集
- 主な上映作品：『バンディッツ』『不安』『神のみぞ知る』

### 1999年
- 名誉委員長：パウロ・ローシャ
- 特集：ジャン＝フィリップ・トゥーサン特集
- 主な上映作品：『アンダー・ザ・サン』『ザ・ジェネラル』『黄金の河』

### 2000年
- 名誉委員長：アラン・タネール
- 特集：『オランダ映画特集』『短編映画特集』
- 主な上映作品：『星降る夜のリストランテ』『エブリバディ・フェイマス!』『イルマ・ヴェップ』

### 2001年
- 名誉委員長：カルメン・マウラ
- 特集：『短編映画特集』
- 主な上映作品：『みんなの幸せ』

### 2002年
- 名誉委員長：ジャック・ペラン
- 特集：『ジャック・ペラン特集』『短編映画特集』
- 主な上映作品：『WATARIDORI』『ふたりのトスカーナ』『マニトゥの靴』

### 2003年
- 名誉委員長：ブレンダ・ブレッシン
- 特集：『オーバーハウゼン国際短編映画祭』
- 主な上映作品：『息子のまなざし』『メディチ家のジョヴァンニ』『ボリスの恋』

### 2004年
- 名誉委員長：ヤン・デクレール
- 特集：『タンペーレ短編映画』
- 主な上映作品：『ウィルバー』『コーラス』

### 2005年
- 名誉委員長：ジェローン・クラッベ
- 特集：『ドイツ アニメーション フィルム』『キンダーフィルム』
- 主な上映作品：『マリオの生きる道』『髭を剃る男』『ひとすじの温もり』

### 2006年
- 名誉委員長：アドリアーナ・アスティ
- 特集：『チェコ映画回顧展』『クロアチア キンダー・フィルム』『フランス短編映画』
- 主な上映作品：『人生は、奇跡の詩』『サラエボの花』『ミラーマスク』『僕がいない場所』

### 2007年
- 名誉委員長：アンジェイ・ワイダ
- 特集：『アレクサンドル・ソクーロフ20世紀3部作』『子供映画特集』
- 主な上映作品：『いのちの食べかた』『Climates/うつろいの季節』『デイズ・オブ・グローリー』『マルタのやさしい刺繍』『タクシデルミア ある剥製師の遺言』

### 2008年
- 名誉委員長：モーリス・ジャール
- 特集：『ヌーヴェルヴァーグから 遠く離れて』『伝説の巨匠 デヴィッド・リーンとモーリス・ジャール』
- 主な上映作品：『永遠のこどもたち』

### 2009年
- 名誉委員長：ベントゥーラ・ポンス
- 特集：『映画都市・大阪とハンブルク 』『フランダースの名優ヤン・デクレール 』『オランダ特集』
- 主な上映作品：『LOFT』『美しく生きて～アニエラと犬～』『隣人』『アテネの恋人たち』

### 2010年
- 名誉委員長：ジョアキム・デ・アルメイダ
- 特集：『ポルトガルの風』『トーマス・アルスラン監督特集』『ヤスミラ・ジュバニッチ監督特集』『キンダーフィルム特集』
- 主な上映作品：『40』『一日のいのち』『面影』『サラエボ、希望の街角』『的中』『ブレンダンとケルズの秘密』『世界のCMフェスティバル・ショートバージョン』